# 小行星6054
小行星6054（6054 Ghiberti）是一颗绕太阳运转的小行星，为主小行星带小行星。该小行星于1960年9月24日发现。

## 轨道参数
小行星6054的轨道半长轴为2.4111041 UA，离心率为0.104。